# بيست واي
بيست واي (بالإنجليزية: Best Way)‏ وهي شركة ألعاب فيديو أوكرانية في مدينة سيفيرودنتسك في لوهانسك، كانت أول لعبة لها هي الجنود:أبطال الحرب العالمية الثانية وأحد أشهر العابها رجال الحرب.

## الألعاب

### الألعاب الخاصة
- الجنود ابطال الحرب العالمية الثانية (يونيو 2004) توزيع كود ماستر و1C.
- وجوه الحرب (سبتمبر 2006) توزيع 1C ويوبي سوفت
- رجال الحرب (فبراير 2009) توزيع 1C و505 جيمز
- الاتحاد النووي (ملغاة) من المفترض توزيع 1C

### الألعاب التي تستخدم محرك غيم Gem
- دعوة لحمل السلاح
- معركة الامبراطوريات 1914-1918
- رجال الحرب : اعتداء الفرقة 2
- رجال الحرب : المد الاحمر
- رجال الحرب : فيتنام
- رجال الحرب : اعتداء الفرقة
- تسخينفالي على النار
- ماجيستي 2 : وسيم مملكة الخيال
- ماجيستي 2 : صانع الملوك
- ماجيستي 2 : وحوش المملكة
- ماجيستي 2 : معركة اردانيا
- ماجيستي 2 : المدافعون عن اردانيا